# Kiki Cuyler
Hazen Shirley Cuyler (Harrisville, Míchigan, 30 de agosto de 1898-Ann Arbor, Míchigan, 11 de febrero de 1950), más conocido como Kiki Cuyler, fue un jugador profesional estadounidense de béisbol que se desempeñó en la posición de jardinero derecho en las Grandes Ligas de Béisbol (MLB). Es miembro del Salón de la Fama del Béisbol.

## Carrera
Cuyler jugó como profesional siete temporadas en Pittsburgh Pirates (1921-1927), después pasó a Chicago Cubs (1928-1935), luego a Cincinnati Reds (1935-1937), posteriormente a Brooklyn Dodgers, donde jugó una temporada (1938), y fue el equipo en el que se retiró.

## Reconocimiento
En 1968, ingresó como miembro al Salón de la Fama del Béisbol.